# Epistemische logica
De epistemische logica is een vorm van modale logica waarin kennis kan worden gemodelleerd.
De epistemische logica voegt aan de taal van de propositielogica een operator K toe die aangeeft dat een propositie φ kennis is (Kφ). In de meeste toepassingen wordt aan deze operator weer een subscript toegevoegd dat aangeeft welke actor de kennis φ bezit (Kaφ). Daarmee is een multi-modale logica gevormd. Met behulp van deze operatoren kan ook gemeenschappelijke kennis geformaliseerd worden.
Voor de semantiek van de epistemische logica wordt gebruikgemaakt van kripkemodellen, waarin de 'werelden' mogelijke toestanden van de werkelijkheid voorstellen.
De epistemische logica vindt toepassingen in de filosofie en de theoretische informatica. Door toevoeging van andere modaliteiten dan kennis kunnen complexe verschijnselen als communicatie (onder andere in computernetwerken) effectief worden gemodelleerd; er is dan sprake van dynamisch-epistemische logica (DEL). De toevoeging van kansrekening leidt tot de probabilistische dynamisch-epistemische logica (PDEL).

## Kenmerken van kennis
Voor het modelleren van kennis wordt vaak het axiomatische systeem S5 gebruikt. Enkele axioma's in dit systeem zijn:
- {\displaystyle K_{i}\phi \rightarrow \phi } (T-axioma, als je iets weet, dan moet dat ook waar zijn; kennis moet dus waar zijn)
- {\displaystyle K_{i}\phi \rightarrow K_{i}K_{i}\phi } (positieve introspectie, als je iets weet, dan weet je ook dat je het weet)
- {\displaystyle \neg K_{i}\phi \rightarrow K_{i}\neg K_{i}\phi } (negatieve introspectie, als je iets niet weet, dan weet je ook dat je het niet weet)